# Найтвінґ
Найтвінг (англ. Nightwing — нічне крило, ночокрил) — псевдонім кількох вигаданих персонажів і назва серії коміксів видавництва DC Comics.

## Біографія

### До Кризова ера
Найтвінґ вперше з'явився у «Супермен у Кандорі» в коміксі Супермен# 158 (січень 1963 рік). Цей псевдонім використовує Супермен в До-Кризовій пригоді, написаній Едмондом Гамільтоном. Події цих історій відбуваються в місті Кандор (одне з міст Криптону), який був зменшений і поміщений в пляшку. На Кандорі, Супермен не володіє незвичайними здібностями; в цьому оповіданні, йому присвоєно статус злочинця через непорозуміння.
Щоб замаскувати себе, Супермен і Джиммі Олсен натхненні Бетменом і Робіном створюють для себе таємні особистості. Супермен вибирає імена двох птахів, якими володів його друг Кандоріанец, Нор-Кан (Nor-Kan). Ім'я «Найтвінг» він бере для себе, а Джиммі дістається псевдонім, Вогняний Птах (Flamebird). Вони перейменувати підземну лабораторію Нор-Кана в Найтпечеру (Nightcave), яку використовують як свій секретний штаб. Найтвінг і Вогняна Птах також переробили машину Нор-Кана в Найтмобіль (Nightmobile), і використовували реактивні ранці, щоб літати.

### Ван Зі
У коміксі «Родина Супермена» # 183 (травень / червень 1977 рік), троюрідний брат Супермена, Ван-Зі (Van-Zee), і чоловік його племінниці Ак-Вар (Ak-Var) прийняли особистості Найтвінга і Вогняної Птахи.

### Дік Ґрейсон
В історії 1984 року, Дік Ґрейсон відмовляється від ролі Робіна, так як він став дорослим і йому набридла його роль молодого напарника Бетмена. Він бере собі псевдонім "Найтвінг", згадавши про свої пригоди в місті Кандор, де він і Бетмен зустрічають місцевого героя, який носив це ім'я. Але після подій Кризи на Нескінченних Землях (перезавантаження Всесвіту DC), Супермен вже не має спогадів про Кандор; замість цього, він пам'ятає, Найтвінг, як міську легенду Криптону, про який він розповідав молодому Діку Ґрейсону.

### Тед Ріерстед
У Бладхейвені, соціопат на ім'я Тед Ріерстед стає супергероєм, який був натхненний відходом героя під ім'ям Тарантул. Він бере собі ім'я, Найтвінг. Неврівноважений, Найтвінг б'є людей за дрібні правопорушення. Найтвінг отримує кульове поранення в свій перший вихід, але Дік Ґрейсон встигає захистити його від банди Блокбастера. Після того як НайтВінг виписали з лікарні, він вбиває банду, яка йому нашкодила. Не розуміючи, наскільки жорстокий Ріерстед, Ґрейсон погоджується навчати його. Вони  були спіймані і розділені. Після того як таємного агента ФБР звільняє Найтвінг, Ріерстед б'є його до смерті, і коли він розуміє, що він зробив, Ріерстед збігає. Потім Найтвінг вистежує його і відправляє до в'язниці.

### Шайєнн Фрімон
У сюжеті Один Рік Потому, металюдина і модельєр по імені Шайєнн Фрімон надягає модифікований костюм Найтвінга, щоб допомогти Ґрейсону.
 
Вперше Шайєнн зустріла Діка, коли вони провели одну ніч разом. Вони лише обмінялися іменами на наступний ранок, після чого вони поснідали разом, а потім він пішов. Коли він вийшов в її квартиру зайшов якийсь чоловік, який напав на неї. Шайєнн вражає його електричним ударом. 
Дік дізнався, що Шайєнн була модельєром його друга з Блёдхевена. Вона знову зустрілася з Діком після того як, він став її моделлю. Фрімон носить костюм як у Найтвінга, вона хоче допомогти Діку і Джейсону в битві проти металюдини / монстра на ім'я Якоб (Jakob). Він проковтнув її, але вона використовувала свій творчий хист, щоб підірвати його зсередини. Вона незабаром покинула Нью-Йорк.

### Кріс Кент
Кріс Кент, син Генерала Зода, стає Найтвінгом під час подій «Супермен: Новий Криптон». У цій сюжетній лінії, Супермен примирився зі смертю свого прийомного батька; він також зіткнувся з 100 000 тисячами Криптонцямі (нині проживають на Землі), яких він звільнив з зменшеного міста знаходиться на кораблі Брейніака (той самий корабель, на якому знаходився загублений Кріптонске місто Кандор). В кінці 4-го випуску, новий Найтвінг і Вогняний Птах з'являються в Фортеці Самотності Супермена, щоб зупинити двох послідовників Зода і перешкодити їм звільнити його з фантомним Зони. В цей час і Вогняний Птах і Найтвінг виявляють такі здібності, які не характерні зазвичай для Криптонців. Вогняний Птах випускає вогонь зі своїх рук, а Найтвінг використовують тактильний телекінез.
Здається, що ця парочка сильніша, ніж звичайні Криптонці: вони перемагають двох прихильників Зода з одного удару. У більш пізню появу, дует був помічений в Готем-сіті. На відміну від попередніх появ, в цей раз здається, що Вогняний Птах вважає себе головним. Коли Криптонці на чолі з Зодом і Алура відправляються на новий Криптон, який обертається навколо Сонця, Найтвінг і Вогняний Птах залишаються в Ґотемі. У коміксі Action Comics №875, показано, що Найтвінг є сином Зода і Урси.

## Поза коміксами

##### Кіно
- У фільмі «Бетмен назавжди» Дік Ґрейсон (зіграний Крісом О'Доннел) згадує псевдонім Найтвінга, вибираючи ім'я для самого себе, проте в підсумку вибирає псевдонім Робін. У наступному фільмі франшизи, «Бетмен і Робін», костюм Робіна включає в себе елементи костюма Найтвінга.
- У фільмі «Темний лицар повертається» на спині у Блейка логотип синього кольору. Також логотип Найтвінга є і на його поліцейському жетоні.

##### Телебачення
- * У мультсеріалі «Нові пригоди Бетмена» Найтвінга озвучив Лорен Лестер.
- У мультсеріалі «Бетмен майбутнього», дія якого відбувається багато пізніше подій, що описуються в коміксах, костюм Найтвінга все ще висить у Бетпечері, а новий Бетмен в одному з епізодів запозичує його маску.
- З'являється в епізоді «Grudge Match» мультсеріалу «Ліга Справедливості без кордонів».
- У direct-to-video фільмі 2010 «Бетмен: Під червоним каптуром» Найтвінг - один з головних персонажів, його озвучив актор Ніл Патрік Харріс.
- З'являється в епізоді "How Long Is Forever?" мультсеріалу «Юні Титани», а також в незакінченому серії коміксів за мотивами серіалу.
- В анімаційному серіалі 2004 року «Бетмен » Найтвінга озвучив Джеррі О'Коннел.
- З'являється в епізоді «Sidekicks Assemble!» Мультсеріалу «Бетмен: відважний і сміливий».
- У мультсеріалі «Молода справедливість» є одним з головних персонажів.
- У мультфільмі «Син Бетмена» Дік Ґрейсон є другорядним персонажем, озвучений Шоном Махером .
- У мультфільмах «Безмежний Бетмен: Тваринні інстинкти» і «Безмежний Бетмен: Хаос» Найтвінг є одним з головних персонажів.
- Дік Ґрейсон з'явиться у серіалі «Титани», напочатку матиме образ Робіна, але згодом покине Бетмена та візьме новий псевдонім та образ.